# Biełocz
Biełocz (rum. Beloci, ros. Белочи) – wieś o spornej przynależności państwowej (de iure Mołdawia, de facto Naddniestrze), w rejonie Rybnica, nad Dniestrem, na historycznym Podolu.

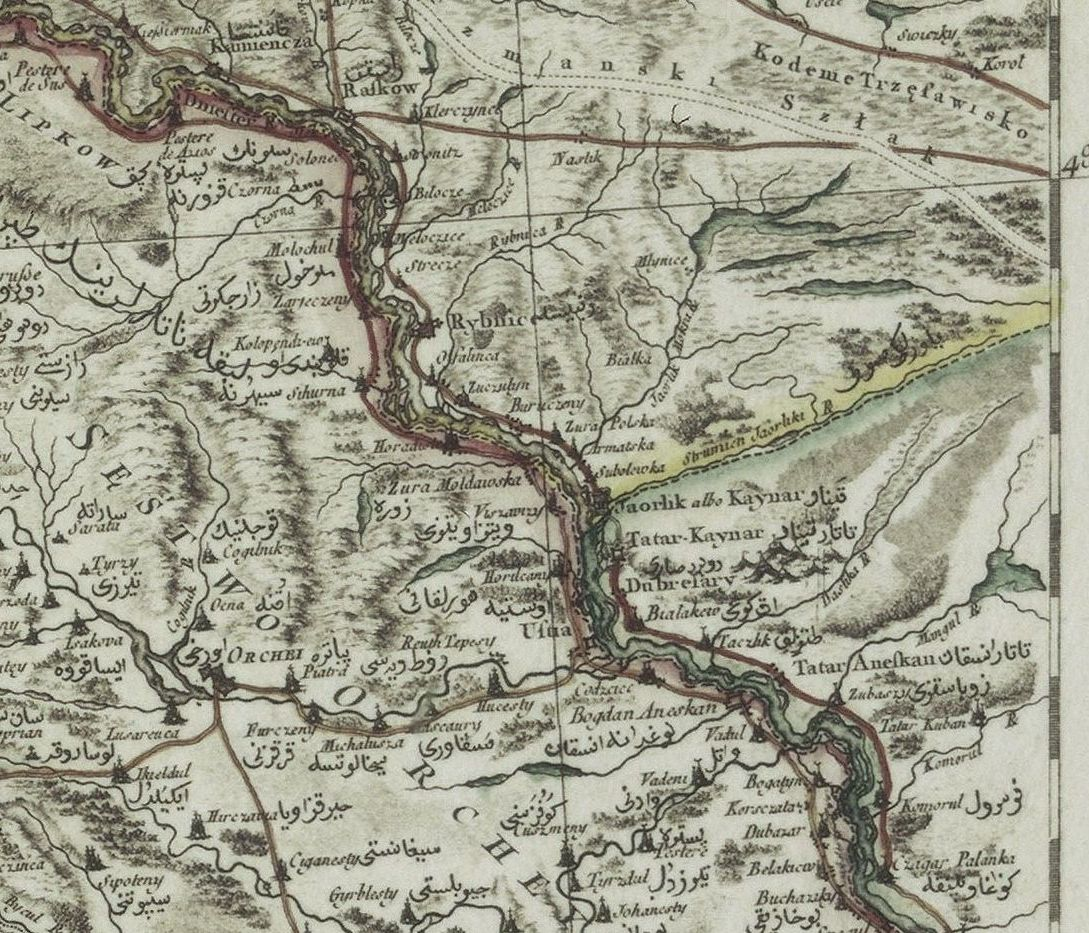
Fragment mapy Polski z 1772 z zaznaczonym Biełoczem (w górnej części mapy)

W czasach I Rzeczypospolitej wieś leżała w województwie bracławskim w prowincji małopolskiej Korony Królestwa Polskiego. W 1789 Biłocz był prywatną wsią, należącą do Lubomirskich. Odpadła od Polski w wyniku II rozbioru.